# Honea Path
Honea Path est une ville du comté d'Abbeville, dans l'État de la Caroline du Sud, aux États-Unis,. En 2010, elle compte une population de 3 597 habitants.

## Démographie
Lors du recensement de 2010, la ville comptait une population de 3 597 habitants, tandis qu'en 2019, elle est estimée à 3 826 habitants.